# Jenstjärnen, Lappland
Jenstjärnen är en sjö i Sorsele kommun i Lappland och ingår i Umeälvens huvudavrinningsområde. Sjön har en area på 0,195 kvadratkilometer och ligger 367,5 meter över havet.

## Delavrinningsområde
Jenstjärnen ingår i det delavrinningsområde (726155-159039) som SMHI kallar för Mynnar i Kvarnbäcken. Medelhöjden är 364 meter över havet och ytan är 7,65 kvadratkilometer. Det finns inga avrinningsområden uppströms utan avrinningsområdet är högsta punkten. Vattendraget som avvattnar avrinningsområdet har biflödesordning 5, vilket innebär att vattnet flödar genom totalt 5 vattendrag innan det når havet efter 287 kilometer. Avrinningsområdet består mestadels av skog (75 procent) och sankmarker (14 procent). Avrinningsområdet har 0,37 kvadratkilometer vattenytor vilket ger det en sjöprocent på 4,8 procent.